# Vlag van Atlanta

Vlag van Atlanta

De vlag van Atlanta is de officiële vlag van de stad Atlanta. De vlag bestaat uit een blauwe achtergrond met het zegel van Atlanta in het midden; het zegel bestaat alleen uit de kleuren blauw en goud. Het zegel toont een feniks die oprijst uit een vuur met tekst eromheen; de feniks wordt gebruikt om Atlanta voor te stellen dat na de Amerikaanse Burgeroorlog uit de as herrijst. De tekst rondom de feniks luidt "1865", "1847", "Atlanta GA" en "resurgens" (allemaal in hoofdletters). Het woord resurgens is Latijn voor 'weer opstaan'; het woord wordt ook gebruikt als motto voor de stad Atlanta.